# Wiederline

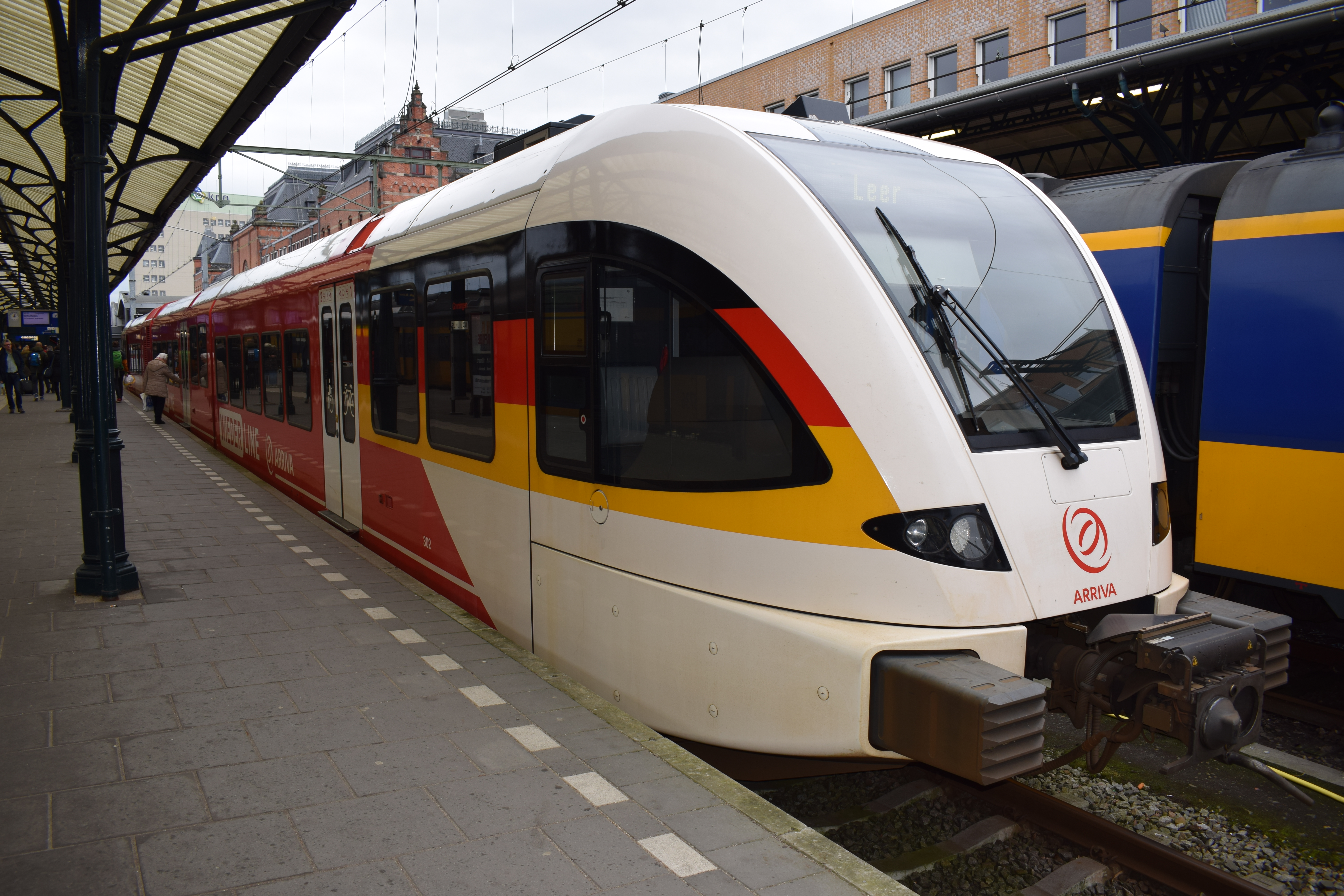
Arriva Treinstel 10302 voor de treindienst Wiederline te Groningen

De Wiederline is de naam voor een deel van de toekomstige treindienst tussen Groningen in de Nederlandse provincie Groningen en Bremen in de Duitse deelstaat Vrije Hanzestad Bremen die Wunderline wordt genoemd. De Wiederlinie is het deel tussen Groningen en Ihrhove bij Leer. 

## Naam
Toen het gedeelte tussen Groningen, Bad Nieuweschans en Leer werd vernieuwd, kreeg de lijn de naam Wiederline. Op 16 november 2012 werd in De Oude Remise te Nieuweschans deze naam bekendgemaakt. Het woord Wiederline is een combinatie van begrippen uit het Gronings en het Oost-Fries. Door de vernieuwde spoorlijn een naam te geven hoopt spoorwegonderneming Arriva meer reizigers te trekken.

## Tegenslag en uitstel
De plannen voor de Wiederline moesten worden opgeschort nadat op 3 december 2015 een vrachtschip de Friesenbrücke over de Eems bij Weener onherstelbaar had beschadigd. Sindsdien kunnen geen treinen over de spoorlijn Ihrhove – Nieuweschans rijden. Daardoor kunnen de treinen Leer niet vanuit Nederland bereiken en zullen de plannen met de Wiederline voorlopig geen doorgang kunnen vinden.
De verwachting (in 2023) is dat de brug in 2024 volledig hersteld zal zijn, waarmee de verbinding tussen Groningen en Leer hersteld zou moeten zijn. In mei 2024 is dat uitgesteld naar augustus 2025, bijna tien jaar na het ongeval. De Meyer Werft in Papenburg heeft bedongen dat de brug 40 van elke 60 minuten open moet zijn voor scheepvaartverkeer, wat grote beperkingen zal opleggen aan de treindienst en de uitbreidingsmogelijheden. Een directe treinverbinding tussen Groningen en Bremen zou pas in 2036 realistisch zijn.

## Stations aan de Wiederline
Van west naar oost:
 Nederland
- Groningen
- Groningen Europapark
- Kropswolde
- Martenshoek
- Hoogezand-Sappemeer
- Zuidbroek
- Scheemda
- Winschoten
- Bad Nieuweschans

 Duitsland
- Bunde (Ostfriesl) (geplande heropening in 2025)
- Weener
- Ihrhove (geplande heropening in 2025)
- Leer (Ostfriesl)

## Dienstregeling
| Serie            | Treinsoort         | Route                                                      | Bijzonderheden |
| ---------------- | ------------------ | ---------------------------------------------------------- | --- |
| 20100 RS 6 RB 57 | Stoptrein (Arriva) | Groningen – Zuidbroek – Bad Nieuweschans – Weener – ‒ Leer | Ook wel Wiederline genoemd. Vanwege brugschade geen treinverkeer mogelijk tussen Weener en Leer. Op dit traject rijdt lijnbus 620 van Weser-Ems Bus. Er rijden ook Arrivabussen tussen Groningen en Leer v.v. |
| 37500 RS 6       | Stoptrein (Arriva) | Groningen – Zuidbroek – Winschoten – Bad Nieuweschans      | Enkele ritten starten/eindigen in Bad Nieuweschans. |
| 37800 RS 7       | Stoptrein (Arriva) | Groningen – Zuidbroek – Veendam                            | |
| 37900 RE 6       | Sneltrein (Arriva) | Groningen – Winschoten                                     | Rijdt enkel in de spitsuren. |

## Wunderline
De Wunderline zal zijn samengesteld uit de Nederlandse spoorlijn Groningen – Bad Nieuweschans en twee Duitse lijnen: de spoorlijn Ihrhove - Nieuweschans (DB 1575) en de spoorlijn Hamm - Emden (DB 2931). Het deel tussen Leer en Bremen staat na 2030 op de planning.